# Alberto García Cabrera
Alberto García Cabrera (Barcellona, 9 febbraio 1985) è un ex calciatore spagnolo, di ruolo portiere.

## Carriera

### Club
Ha disputato due stagioni nella cantera del Barcellona.
Ha esordito nella Liga con la maglia del Real Murcia il 17 maggio 2008 in un match perso 5-1 contro il Barcellona.

## Statistiche

### Presenze e reti nei club
Statistiche aggiornate al 27 agosto 2017.
| Stagione              | Squadra               | Campionato            | Campionato | Campionato | Coppe nazionali | Coppe nazionali | Coppe nazionali | Coppe continentali | Coppe continentali | Coppe continentali | Altre coppe | Altre coppe | Altre coppe | Totale | Totale | Totale |
| Stagione              | Squadra               | Comp                  | Pres       | Reti       | Comp            | Pres            | Reti            | Comp               | Pres               | Reti               | Comp        | Pres        | Reti        | Pres   | Reti   |        |
| --------------------- | --------------------- | --------------------- | ---------- | ---------- | --------------- | --------------- | --------------- | ------------------ | ------------------ | ------------------ | ----------- | ----------- | ----------- | ------ | ------ | ------ |
| 2007-2008             | Real Murcia           | PD                    | 1          | -5         | CR              | 0               | 0               |                    | -                  | -                  |             | -           | -           | 1      | -5     |        |
| 2008-2009             | Real Murcia           | SD                    | 6          | -10        | CR              | 0               | 0               |                    | -                  | -                  |             | -           | -           | 6      | -10    |        |
| Totale Real Murcia    | Totale Real Murcia    | Totale Real Murcia    | 7          | -15        |                 | 0               | 0               |                    | -                  | -                  |             | -           | -           | 7      | -15    |        |
| 2009-2010             | Córdoba               | SD                    | 6          | -7         | CR              | 0               | 0               |                    | -                  | -                  |             | -           | -           | 0      | 0      |        |
| 2010-2011             | Córdoba               | SD                    | 25         | -28        | CR              | 6               | -8              |                    | -                  | -                  |             | -           | -           | 0      | 0      |        |
| 2011-2012             | Córdoba               | SD                    | 39         | -40        | CR              | 1               | -1              |                    | -                  | -                  |             | -           | -           | 0      | 0      |        |
| 2012-2013             | Córdoba               | SD                    | 40         | -52        | CR              | 0               | 0               |                    | -                  | -                  |             | -           | -           | 0      | 0      |        |
| Totale Cordoba        | Totale Cordoba        | Totale Cordoba        | 110        | -127       |                 | 7               | -9              |                    | -                  | -                  |             | -           | -           | 117    | -136   |        |
| 2013-2014             | Sporting Gijón        | SD                    | 3          | -4         | CR              | 1               | -3              |                    | -                  | -                  |             | -           | -           | 0      | 0      |        |
| 2014-2015             | Sporting Gijón        | SD                    | 7          | -6         | CR              | 1               | -3              |                    | -                  | -                  |             | -           | -           | 0      | 0      |        |
| 2015-2016             | Sporting Gijón        | PD                    | 6          | -13        | CR              | 2               | -5              |                    | -                  | -                  |             | -           | -           | 0      | 0      |        |
| Totale Sporting Gijon | Totale Sporting Gijon | Totale Sporting Gijon | 16         | -23        |                 | 4               | -11             |                    | -                  | -                  |             | -           | -           | 20     | -34    |        |
| 2016-2017             | Getafe                | SD                    | 34         | -34        | CR              | 1               | -1              |                    | -                  | -                  |             | -           | -           | 0      | 0      |        |
| Totale carriera       | Totale carriera       | Totale carriera       | 167+       | -199+      |                 | 12+             | -21+            |                    | -                  | -                  |             | -           | -           | 179+   | -220+  |        |